# Rue Juge
La rue Juge est une rue du 15e arrondissement de Paris. 

## Situation et accès
Dans le 15e arrondissement de Paris, quartier de la Motte-Picquet, entre la rue Violet et la rue de Lourmel, dans le prolongement de la rue Tiphaine.
Elle est desservie par la station de métro Dupleix.

## Origine du nom
Elle tient son nom de monsieur Louis Augustin Juge, ancien avoué, maire de la commune de Grenelle de 1831 à 1845.

## Historique
Cette rue de l'ancienne commune de Grenelle qui est existante en 1859 jusqu’à la rue Viala est rattachée à la voirie de Paris en 1863.